# Uropterygius fuscoguttatus
Uropterygius fuscoguttatus är en fiskart som beskrevs av Schultz, 1953. Uropterygius fuscoguttatus ingår i släktet Uropterygius och familjen Muraenidae. IUCN kategoriserar arten globalt som livskraftig. Inga underarter finns listade i Catalogue of Life.